# Paralimna puncticornis
Paralimna puncticornis är en tvåvingeart som beskrevs av Cresson 1916. Paralimna puncticornis ingår i släktet Paralimna och familjen vattenflugor. Inga underarter finns listade i Catalogue of Life.